# Life's What You Make It (Placebo)
Life's What You Make It è un EP del gruppo musicale britannico Placebo, pubblicato il 7 ottobre 2016. Include tre cover (Life's What You Make It dei Talk Talk, Autoluminescent di Rowland S. Howard e Song #6 dei Freak Power), insieme al singolo Jesus' Son e due registrazioni dal vivo di Twenty Years.
Nell'agosto 2016 la loro versione di Life's What You Make It è stata pubblicata in vinile con un doppio lato A, insieme al singolo Jesus' Son. Nel giugno 2017 è stato poi pubblicato un video musicale per il brano, diretto da Sasha Rainbow e girato ad Agbogbloshie in Ghana, dove si trova una delle più grandi discariche di rifiuti elettronici al mondo.

## Tracce
Testi e musiche dei Placebo, eccetto dove indicato.
Lato A
1. Life's What You Make It (Talk Talk Cover) – 5:18 (Mark Hollis, Tim Friese-Greene)
2. Jesus' Son – 3:37
3. Twenty Years (Live at Europavox Festival 2015) – 4:36

Lato B
1. Autoluminescent (Rowland S. Howard Cover) – 3:40 (Rowland S. Howard)
2. Twenty Years (Piano Version Live at Evening Urgant Moscow 2016) – 4:22
3. Song #6 (Freak Power Cover) – 4:27 (Norman Cook, Ashley Slater)